# 布倫達·米爾納
布倫達·米爾納（1918年7月15日—）是一位英國裔加拿大的神經心理學家，為臨床神經心理學領域的各個主題的研究文獻做出了廣泛的貢獻。布倫達·米爾納是麥基爾大學神經學與神經外科系教授，也是蒙特利爾神經病學研究所和醫院心理學教授。她於2009年獲得巴爾贊獎認知神經科學獎，並於2014年與約翰·奧基夫和馬庫斯·賴希勒共同獲得卡夫利神經科學獎。2018年7月，她年滿100歲。

## 早年生活和教育
布倫達·米爾納1918年7月15日出生於英國曼徹斯特。她的父親塞繆爾·蘭福德是一位音樂評論家、記者和教師。她的母親（娘家姓萊斯利·多伊格）是他學生之一。雖然她的父母都有音樂天賦，但她對音樂卻不敢興趣。
第二次世界大戰期間，她畢業後，紐納姆學院授予她莎拉史密森研究生獎學金，讓她在接下來的兩年裡進入紐納姆學院。由於第二次世界大戰的影響，在巴特利特的領導下，劍橋心理學實驗室的工作幾乎在一夜之間轉向了機組人員選拔應用研究。
1941年，布倫達·米爾納遇到了她的丈夫彼得·米爾納。布倫達和她的丈夫都在從事雷達研究。他的丈夫是一名電氣工程師，也被招募來參加戰爭。1944年，他們結婚並前往加拿大。彼得受邀與加拿大的物理學家一起從事原子研究。

## 職業生涯
1954年，布倫達·米爾納在麥基爾大學心理學公報上發表了一篇題為「顳葉的智力功能」的文章。在這篇論文中，她所提供的數據顯示，顳葉損傷會導致人類和低等靈長類動物的情緒和智力變化。她對在動物身上進行的神經科學研究的回顧，使許多神經外科醫生不敢在人類身上進行可能對病人生活產生負面影響的手術。米爾納早期關於顳葉的研究受到了低等靈長類動物消融研究結果的影響，尤其是受到了米甚金和普里布拉姆關於顳下新皮質在視覺辨別學習中的作用的發現的影響。